# Seepferd (Wappentier)
Das Seepferdchen und das Seepferd sind zwei selten vorkommende Wappentiere in der Heraldik.

## Seepferdchen
Es ist eine gemeine Figur und wird immer in der natürlichen Haltung dargestellt. Schwanz leicht geringelt und die Rückenflosse relativ groß zur Wappenfigur. Es ist dem zu den Fischen gehörenden natürlichen Seepferdchen (Hippocampus) nachgestaltet und orientiert sich an der Grundform. Es ist in Wappen von Küstenstädten zu finden. Als Symbol wird das Seepferdchen auch von Küstenstädten an der Ostsee verwandt, obwohl dort ausschließlich andere Vertreter der Seenadeln vorkommen.
Als Symbol für eine erreichte Schwimmstufe wird es dem erfolgreichen Schwimmer überreicht.

Frühschwimmerqualifikation (Abzeichen)
Insel Hiddensee
Timmendorfer Strand
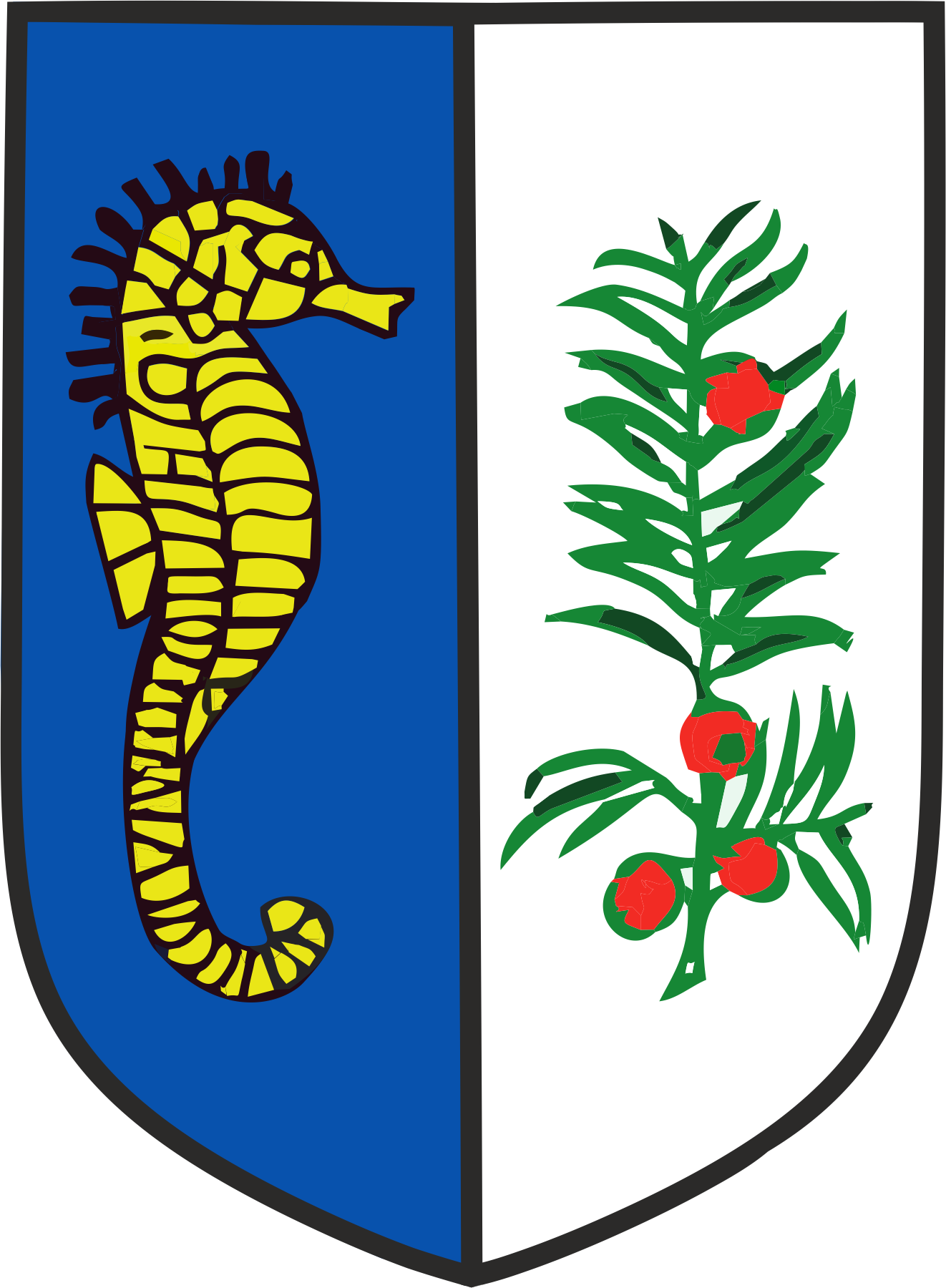
Zinnowitz
Als Schildhalter im Wappen von Mayotte
Merville-Franceville-Plage, Frankreich
Valras-Plage, Frankreich
Goro, Italien

## Seepferd
Nicht zu verwechseln ist das Seepferdchen mit dem Seepferd. Das Seepferd ist auch ein Wappentier, wird aber anders im Wappen oder Oberwappen dargestellt. Dieses Wappentier ist ein Pferdevorderteil mit einem Fischschwanz. Man nennt es auch Hippokamp. Diese Figur ist, wie viele Wappentiere dieser Art, ein fiktives Tier. In der Heraldik kann es bekrönt und auch halsbekrönt sein. Halsbekrönt bedeutet, eine Krone ist über den Hals des Tieres gezogen. Das Fabeltier lässt sich auf einem gefundenen Mosaik in Bath nachweisen. Im Römischen Reich hatte man die Hygieneräume mit dem Seepferdmosaik verschönt.

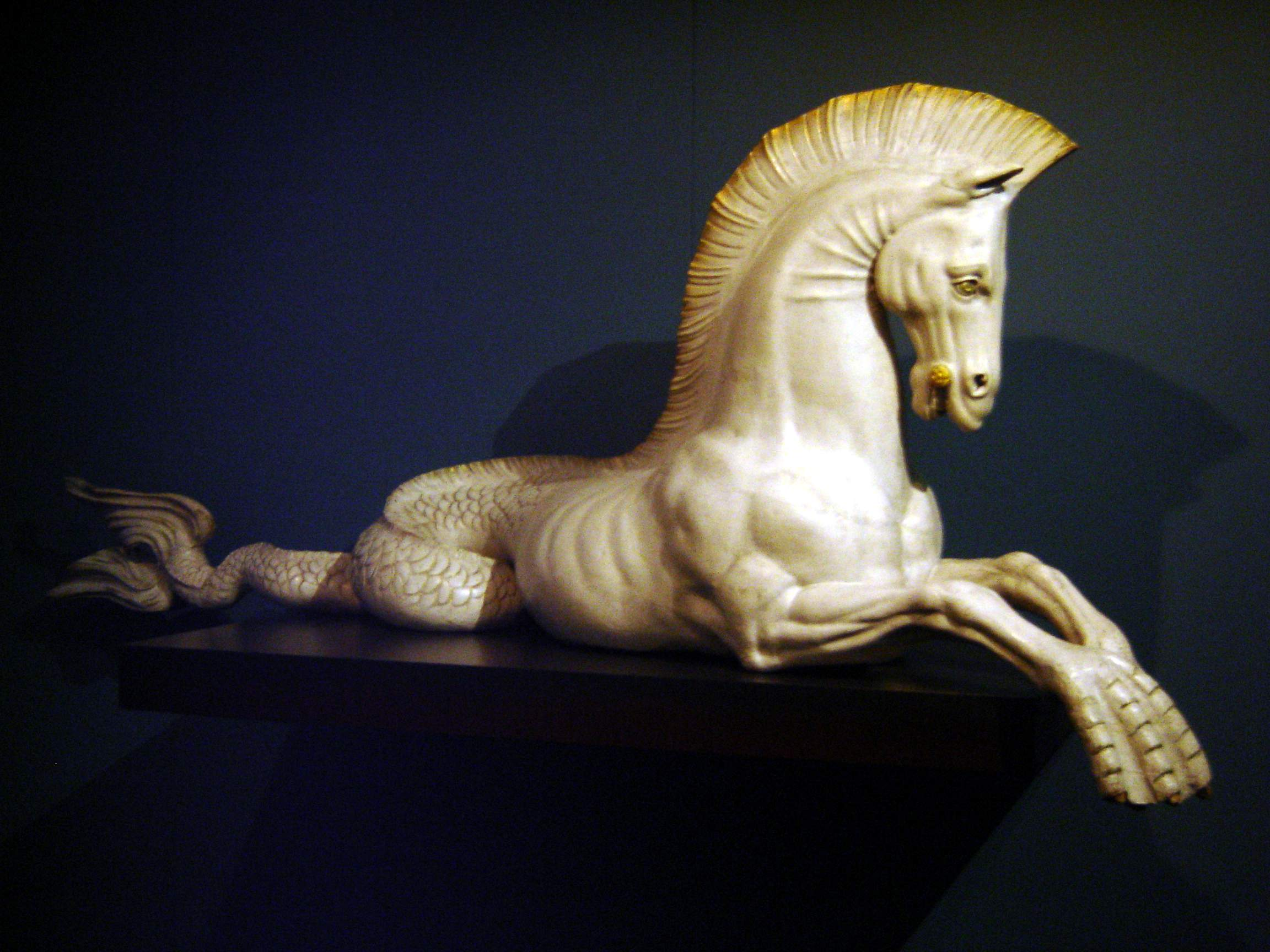
Ein Seepferd
Geflügeltes Seepferd als Symbol des United States Transportation Command
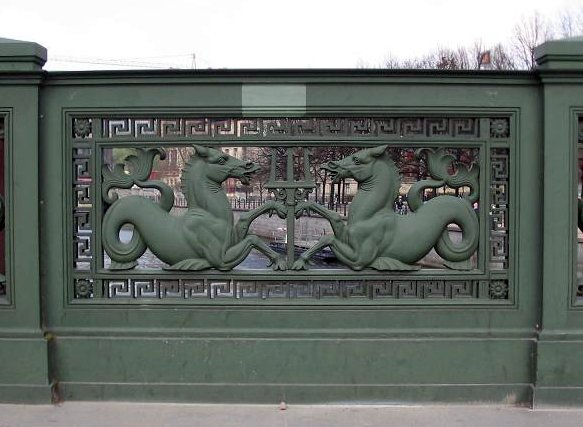
Zwei Seepferde im Brückengeländer integriert
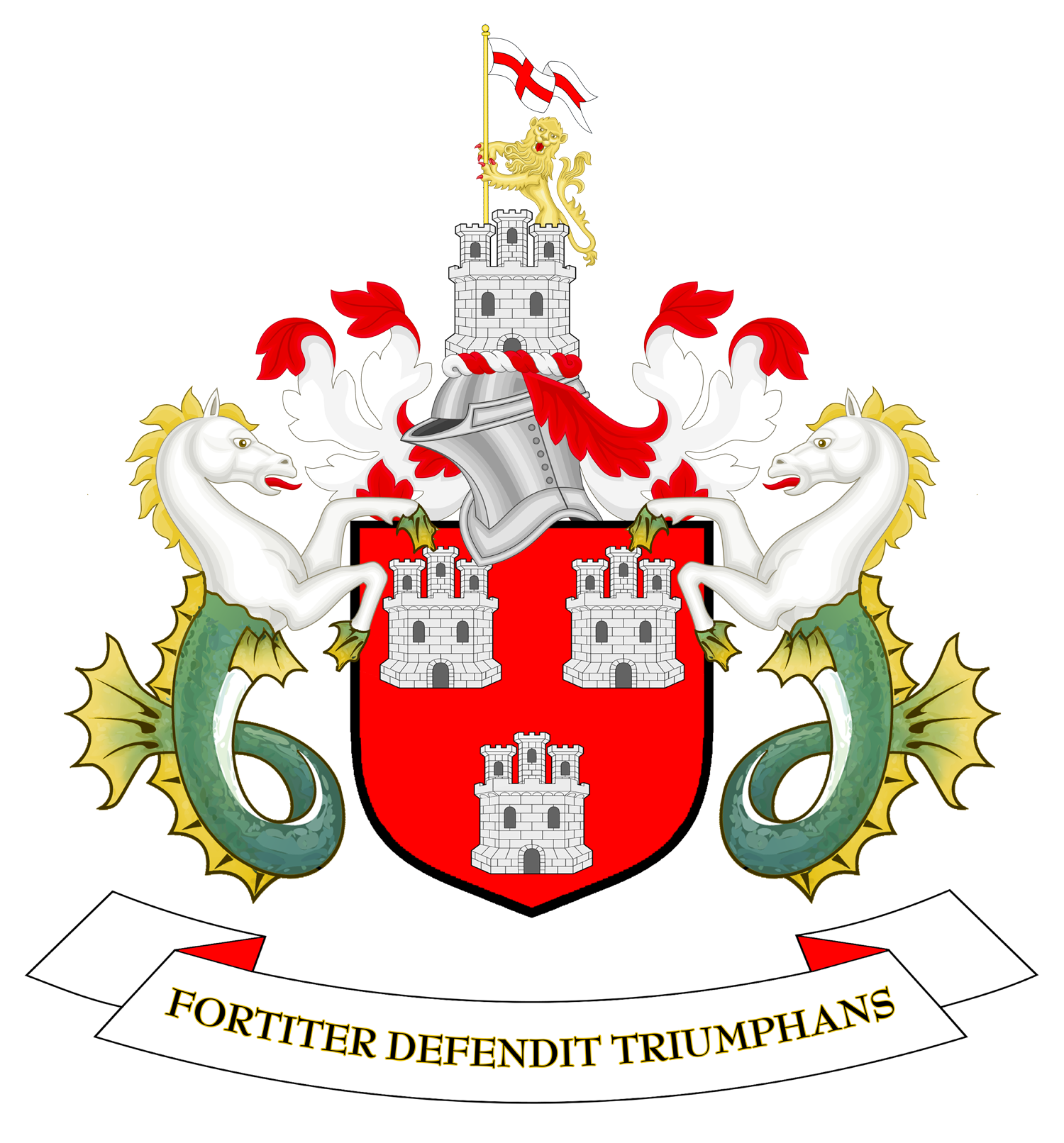
Zwei Seepferde als Schildhalter (Newcastle upon Tyne)
Zwei Seepferde als Schildhalter im Wappen von Almere
Zwei Seepferde (Drachenschwanzrösser) im Wappen von Schillingen